# Vavrečka
Vavrečka é um município da Eslováquia, situado no distrito de Námestovo, na região de Žilina. Tem 8,96 km² de área e sua população em 2018 foi estimada em 1.555 habitantes.

## Demografia
| Ano:        | 1994 | 2004    | 2014    | 2024    |
| ----------- | ---- | ------- | ------- | ------- |
| Broj ljudi: | 1061 | 1290    | 1434    | 1707    |
| Razlika:    |      | +21,58% | +11,16% | +19,03% |

| Ano:               | 2023 | 2024   |
| ------------------ | ---- | ------ |
| Número de pessoas: | 1696 | 1707   |
| Diferença:         |      | +0,64% |